# Milano Challenger 2000
Il Milano Challenger 2000, noto anche come Jameson Cup per motivi di sponsorizzazione, è stato un torneo di tennis facente parte della categoria ATP Challenger Series nell'ambito dell'ATP Challenger Series 2000. Il torneo si è giocato a Milano in Italia dal 4 al 10 dicembre 2000 su campi in sintetico indoor.

## Vincitori

### Singolare
Mosè Navarra ha battuto in finale  Filippo Messori con il punteggio di 6–3, 7–6(3)

### Doppio
George Bastl /  Giorgio Galimberti hanno battuto in finale  Filippo Messori /  Vincenzo Santopadre con il punteggio di 6–3, 7–6(4)